# هنری ویلسون
هنری ویلسون (به انگلیسی: Henry Wilson) سناتور سابق عضو حزب جمهوری‌خواه ایالات متحده آمریکا بود. وی در سال ۱۸۵۵ تا ۱۸۷۳ میلادی سناتور ایالت ماساچوست در سنای ایالات متحده آمریکا بود.